# Kāne
Kāne est le dieu de la création dans la mythologie hawaïenne, vénéré comme l'ancêtre des chefs et des roturiers. Kāne est le créateur et donne la vie. Associé à l'aube, au soleil et au ciel, il est la plus importante des quatre principales divinités hawaïennes, avec Kanaloa, Kū et Lono, bien qu'il soit plus étroitement associé à Kanaloa.

## Mythes
L'auteur de Legends of Hawaii (1907) a recueilli plusieurs versions de l'histoire de Kāne, probablement issues de plusieurs vagues d'immigration en provenance de différentes régions de Polynésie à différentes époques, qui s'accordent souvent sur les points majeurs.
Au commencement, il n'y avait que Pô, le chaos noir sans fin. Puis Kāne, sentant qu'il pouvait s'en séparer, se libère de Pô par un acte de pure volonté. Sentant la présence de Kāne, Lono et Kū se libèrent également de Po. Kāne crée alors la lumière pour repousser Pô, tandis que Lono et Kū apportent respectivement son et substance à l'univers. Entre eux, ils créent tous les dieux inférieurs, puis les Menehune, esprits inférieurs qu'ils emploient comme messagers et serviteurs. Tous trois créent ensuite le monde pour servir de repose-pieds aux dieux. Enfin, après avoir recueilli de l'argile rouge aux quatre coins du monde et l'avoir mélangé avec leur salive, ils le façonnent en forme de corps humain. Avec une argile blanche magique, Kāne modèle également une tête à son image. Les trois dieux, insufflant la vie à la statue, créent ainsi le premier homme.
Une autre légende affirme que seul Kāne a insufflé la vie à l'homme-statue. Kanaloa ayant essayé de reproduire, sans succès, l'exploit de Kāne, il le défie : « Cet homme ne vivra qu'un certain temps, puis mourra. Quand il mourra, je le revendiquerai comme mien. » Kanaloa serait en effet le souverain des morts, peut-être l'alter ego sombre de Kāne. 
Une autre légende d'anthropogonie, racontée dans le Kumulipo, ne fait pas intervenir la puissance créatrice de Kāne. Le fils aîné des Wākea et Ho`ohokukalani est mort-né. Une fois enterré, le premier plant de kalo jaillit de son nombril, que les présents nomment Hāloa. Le cadet, nommé en souvenir du premier fils, est le premier homme moderne. Les deux fils sont donc éternellement liés : l'homme s'occupe de son frère le kalo, et le kalo nourrit son frère l'homme. 
Aloha, la salutation traditionnelle hawaïenne, était à l'origine prononcée en se touchant les fronts et en échangeant une bouffée d'air. C'est peut-être un reflet de la légende, échangeant le souffle de vie, Håloa, donné à l'origine par les dieux.

## Voir également
- Tāne - le dieu maori
- Kumulipo - Chant de création hawaïen